# Чечевичный айнтопф

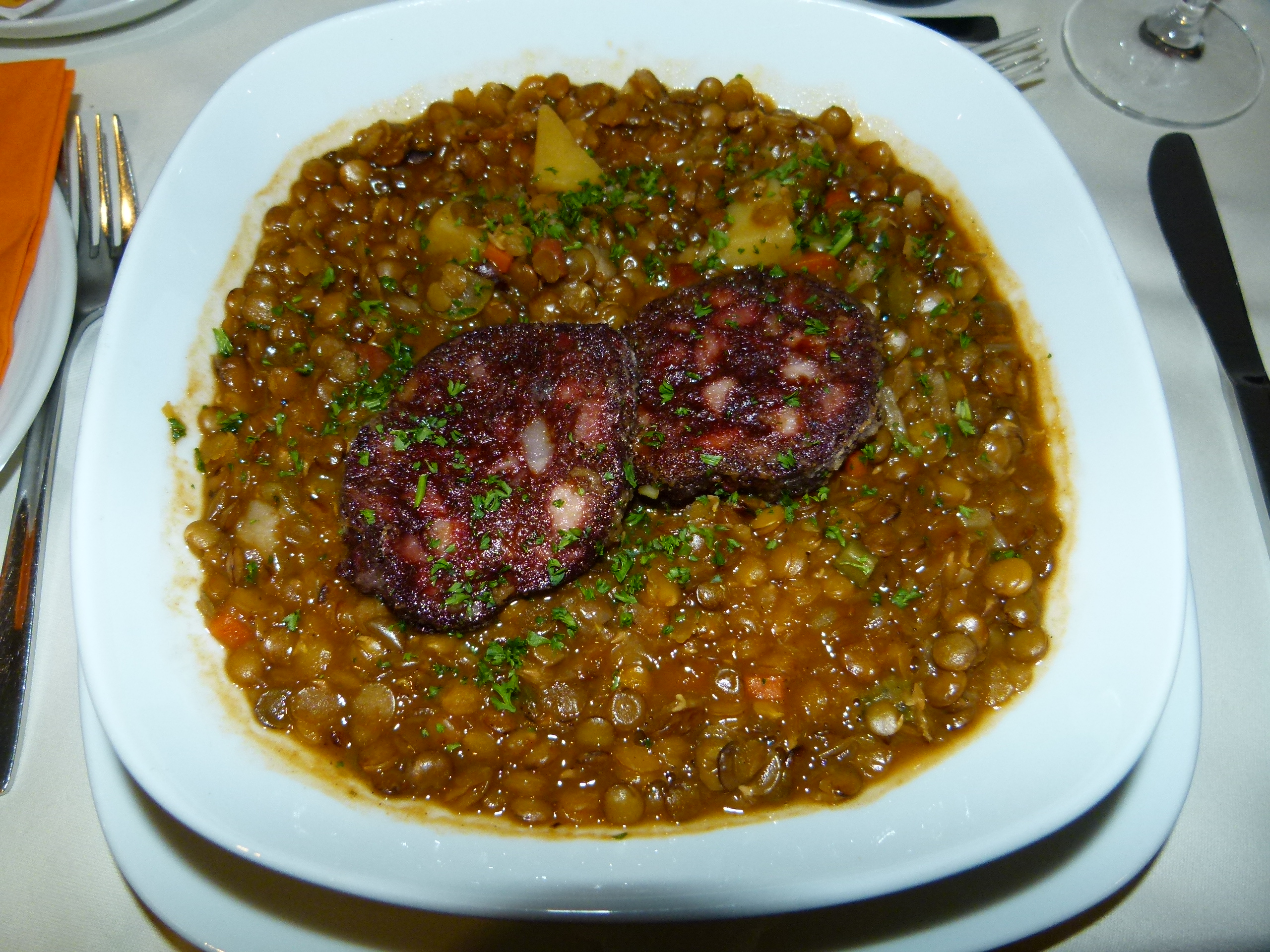
Чечевичный айнтопф с кровяной колбасой

Чечевичный айнтопф (нем. Linseneintopf) — немецкий густой суп, сытное зимнее главное блюдо, основным ингредиентом которого является чечевица. Для чечевичного айнтопфа также требуется суповая зелень, картофель, шпиг, пашина, сосиски (боквурст или франкфуртские сосиски) или колбаса из термически обработанного сырья (например, кровяная колбаса или брегенвурст). Похожим блюдом является более густая швабская чечевица со шпецле.
Приготовление чечевичного айнтопфа с колбасой, сосисками или копчёностями начинают с припускания в кастрюле на шпиге и сливочном масле порезанных кубиками сначала репчатого лука, а затем моркови, сельдерея и картофеля, куда позднее добавляют чечевицу и погашают овощным бульоном. Чечевичный айнтопф тушат до готовности, приправляют уксусом, солью, перцем, сахаром и посыпают рубленой петрушкой. Колбасу или сосиски режут небольшими кусочками и разогревают в чечевице перед подачей.